# Операција Компас
Операција Компас је била прва савезничка војна операција на Северноафричком фронту током Другог светског рата. Британске и друге комонвелтске снаге су напале италијанске снаге у западном Египту и источној Либији од децембра 1940. до фебруара 1941. Операција је била велики успех за савезнике. Савезничке војске су напредовале из Египта у централну Либију претрпевиши врло мале губитке у заробивши 115.000 италијанских војника. Италијани су изгубили на стотине тенкова и више од хиљаду артољеријских оруђа и авиона.
Британски положај у сјеверној Африци у тренутку почетка Другог свјетског рата изгледао је безнадежно. Но, Велика Британија није имала намјеру дићи руке од својих афричких посједа те већ сљедећи дан након италијанске објаве рата, заповједник британских снага у Египту, генерал Арчибалд Вавел је извео краткотрајни напад на оталијанске снаге у Либији. У септембру 1940. године италијанска војска са подручја Либије је напала вишеструко малобројније британске јединице у Египту. Но, након британског противнапада инвазија је завршила катастрофалним италијанским поразом. Као посљедица италијанског неуспјеха у сјеверну Африку је стигао Њемачки афрички корпус. Италијански пораз у сјеверној Африци поклопио се с дебаклом инвазије Грчке и назначио је почетак краја фашистичког режима у Италији који ће услиједити 1943. године. Разлоге италијанској катастрофи у сјеверној Африци 1940. године треба тражити у општој неспремности италијанских оружаних снага за рат, потпуној неспособности италијанског врховног заповједништва и лошем снабдевању јединица у Африци.

## Позадина
Италија је окупирала Либију 1911. године након Италијанско-турског рата, која тако уз Етиопију постаје круна њеног колонијалног царства у Африци. Године 1940. у Италији је чврсто на власти Мусолинијев фашистички режим који има велике амбиције у Африци. Италијанска војска почетком Другог свјетског рата има у свом саставу 72 дивизије, већином немеханизоване пешадије, па је гледано у цјелини у слабом стању. Оклопне јединице су врло лоше, а пешадија је недовољна увјежбана и вођена лошим официрским кадром. Упркос томе, Италија је 10. јуна 1940. објавила рат Великој Британији и Француској и придружила се Њемачкој у посљедњој фази напада на Француску. Међутим, малобројне француске јединице на италијанско-француској граници успјешно су задржавале италијански напад. Упркос лошем стању у оружаним снагама, Мусолини се одлучио да настави пројекат ширења италијанске колонијалне власти у Африци.
У сусједном Египту се пак од 1882. године налазила колонијална чизма Велике Британије. Иако је средином тридесетих година потписан Англо-египатски споразум о повлачењу дијела британских снага из Египта с изузетком простора Суецког канала, у тренутку избијања Другог свјетског рата у Египту се налазило тридесет шест хиљада британских војника, великим дијелом јединица из британских доминиона. Осим, због надзора над Суецким каналом, Египат је за Лондон био важан и због важних нафтних налазишта.

## Италијански напад на Египат
Италијанском објавом рата Великој Британији, Други свјетски рат се пренео се и на афрички континент. Већ сљедећи дан након италијанске објаве, заповједник британских снага у Египту, генерал Арчибалд Вавел је извео краткотрајни напад на италијанске снаге у Либији. Гледано у цјелини британска позиција у сјеверној Африци је у том тренутку изгледала безнадежно; мање од четрдесет хиљада британских војника стационираних у Египту и Судану налазило се између 200.000 италијанских војника у Либији и још 250.000 јужније у Етиопији. Но, Велика Британија није имала намјеру лако предати своје афричке посједе. Идућих мјесеци се у сјеверној Африци настављају чарке између италијанске и британске војске и узајамни ваздушни напади, а у више наврата британски бомбардери нападали су и италијанске градове. У августу 1940. године на источном рогу Африке, 25.000 италијанских војника је поразило мали британски гарнизон и окупирало британски Сомалиленд. Након доласка маршала Родолфа Грацијанија, почетком јула 1940., за заповједника италијанских снага, Италија почиње припреме за офанзиву на Египат.
Средином 1940. године на подручју сјеверне Африке налазило се готово пола милиона италијанских војника. Пет италијанских дивизија с око 200 тенкова 13. септембра 1940. прешло је либијско-египатску границу и кроз пустињу брзо напредовало у унутрашњост Египта. Италијански продор је био усмјерен према граду Сиди Барани, који су заузели трећи дан од почетка напада. Италијанској војсци на путу се налазиле британске 7. оклопна и 4. индијска дивизија, које су добиле наређење за повлачење и успостаљање одбрамбене линије код града Мерса Матрух на медитеранској обали. Међутим, код Сиди Баранија италијанска војска је зауставила даље напредовање и започела да утврђује положаје.

## Британски противнапад - Операција Компас
Иако је располагао са десетероструко мањим снагама, британски генерал Вавел започео је планирати противофанзиву која ће италијанску војску протјерати из Египта и одбацити даље од Суецког канала и нафтних поља. Британски протинапад под називом "операција Компас" почео је 9. децембра 1940., а извеле су га 7. оклопна дивизија и 4. индијска дивизија, која је након неколико дана замењена 6. аустралијском дивизијом. Тридесет хиљада британских војника је брзо пробило италијанске линије, па је у само прва два дана заробљено готово четрдесет хиљада италијанских војника. Сљедећих дана Британци су вратили у своје руке Сиди Барани, те су упркос италијанском отпору у појединим мјестима, као у градићу Бардија, у само десет дана Британци потпуно избацили италијанску војску с подручја Египта. Британска офанзива ту није стала већ се сљедећих недеља наставила продором у Либију. Британске јединице су напредовале медитеранском обалом, па су 22. јануара 1941. заузеле град Тобрук, а у фебруару је код мјеста Беда Фом Италијанима нанесен још један тежак пораз. Осим Тобрука, заузет је Бенгази и цијела либијска провинција Киренаика, а британски тенкови су стигли до мјеста Ел Агејила дубоко у либијској територији.
Италијанска војска је одбачена готово 800 километара даље од тачке на којој се налазила у тренутку почетка британске противофанзиве и тек је долазак њемачке помоћи спасио од потпуног губитка положаја у сјеверној Африци. У британском противнападу заробљено је 130 хиљада италијанских војника, укључујући и више високих официра. Будући британски премијер Ентони Идн који се тада затекао у Египту, парафразирајући раније Черчилове ријечи, рекао је да се "никад у историји није толико велик број људи предао толико малом броју".
Разлоге италијанској катастрофи у сјеверној Африци 1940. године би требало тражити у опшој неспремности италијанских оружаних снага за рат, потпуној неспособности италијанске врховне команде и лошем снабдевању јединица у Африци. Илустративан податак о стању у италијанским оружаним снагама је смрт италијанског генералног гувернера Либије, маршала Итала Балбоа у јуну 1940., који је погинуо тако што је авион којим је путовао срушила италијанска противваздушна одбрана. Ипак, велик дио снага под каснијим Ромеловим заповједништвом су чиниле италијанске јединице, којима припада и дио заслуга за успјех његове две офанзиве.

## Последице
Италијанска катастрофа у Египту је изненадила и Адолфа Хитлера, који је на италијанске захтјеве за слањем помоћи одлучио у јануару 1941. послати Италијанима Афрички корпус под заповиједањем генерала Ервин Ромела. Ромел је стигао у сјеверну Африку средином фебруара 1941., па ће у његовом корпусу Британци већ у марту исте године пронаћи више него достојног противника. Ромелов противнапад ће Британце брзо вратити натраг у Египат, па ће се пустињски рат наставити током сљедеће двије године. Пораз у сјеверној Африци се временски поклопио с италијанским дебаклом при инвазији Грчке, назначивши почетак краја фашистичког режима у Италији који ће доћи 1943. године.